# Дороговцев, Анатолий Павлович
Анатолий Павлович Дороговцев (20 января 1937, д. Андрюшино, Шекснинский район, Вологодская область, РСФСР — 4 февраля 2017, Вологда, Российская Федерация) — советский и российский учёный в области экономики производства и переработки сельскохозяйственной продукции, ректор Вологодского молочного института (1980—1988). Член-корреспондент РАСХН (1997), член-корреспондент РАН (2014). Заслуженный деятель науки Российской Федерации.

## Биография
Родился в крестьянской семье. Благодаря успешной службе в армии на должности командира танка у него появился шанс получить высшее образование.
В 1963 г. окончил Вологодский молочный институт (ВМИ).
С 1963 по 1988 гг. — в ВМИ:
- 1963—1964 гг. — преподаватель факультета среднего технологического образования,
- 1964—1965 гг. — главный инженер Учебно-опытного молочного завода,
- 1968—1970 гг. — старший преподаватель кафедры организации сельскохозяйственного производства,
- 1970—1999 и 1994—1999 гг. (по совместительству) — завидущий кафедрой экономической кибернетики,
- 1976—1988 гг. — декан экономического факультета,
- 1980—1988 гг. — ректор.

В 1991—2002 гг. - главный научный сотрудник Архангельского НИИ сельского хозяйства (по совместительству).
С 1994 г. — в Вологодском государственном университете:
- 1994—2009 гг. — декан экономического факультета,
- 1995—2015 гг. — заведующий кафедрой экономики и менеджмента,
- с 2016 г. — профессор.

## Научная деятельность
Основоположник нового направления в аграрной науке, связанного с математическим моделированием технологических и экономических процессов в сфере производства и переработки сельскохозяйственной продукции. Предложил инновационный подход к размещению молокоперерабатывающей сети и оптимальной концентрации производства в региональных АПК. Автор работ по развитию маслосыродельной промышленности. Соавтор исследований нового направления в организации молочной промышленности — длительного резервирования молока в замороженном виде.
Издал более 250 научных работ, в том числе 46 книг и брошюр, из них 7 монографий и 18 учебно-методических пособий. Имел авторское свидетельство на изобретение.

## Награды и звания
Заслуженный деятель науки Российской Федерации (1997). 
Почётный работник высшего профессионального образования Российской Федерации (2001).

## Научные публикации
- Проблемы молочного хозяйства Севера / соавт.: В. Ф. Козлов и др. — Архангельск: Сев.-Зап. кн. изд-во, 1992. — 176 с.
- Антимонопольное регулирование агропромышленного комплекса / соавт. В. П. Щепелин; Вологод. гос. техн. ун-т. — Вологда, 2000. — 140 с.
- Эффективность агроэкосистем Европейского Севера / соавт.: О. Г. Моронова и др.; Вологод. гос. техн. ун-т. — Вологда, 2000. — 144 c.
- Детское питание в России / соавт. Е. А. Бурова; Вологод. гос. техн. ун-т и др. — Вологда, 2001. — 193 с.
- Ценообразование и инвестиции в переработку продукции агропромышленного комплекса / соавт. И. В. Сорокина; Вологод. гос. техн. ун-т. — Вологда, 2002. — 172 с.
- Нейросетевое прогнозирование социально-экономического развития региона / соавт. Е. А. Степанова; Вологод. науч.-координац. центр ЦЭМИ РАН. — Вологда, 2004. — 104 с.
- Рыбная отрасль Европейского Севера России / соавт. А. М. Васильев; Вологод. гос. техн. ун-т. — Вологда, 2006. — 230 с.
- Льняной комплекс России. Состояние и перспективы инновационного развития / соавт. А. В. Маклахов; Вологод. гос. техн. ун-т. — Вологда, 2010. — 280 с.